# Perisoreus
Perisoreus – rodzaj ptaków z rodziny krukowatych (Corvidae).

## Zasięg występowania
Rodzaj obejmuje gatunki występujące w Ameryce Północnej oraz Eurazji – od Skandynawii do wschodnich wybrzeży Azji.

## Morfologia
Długość ciała 25–31 cm, masa ciała 50–123 g.

## Systematyka

### Etymologia
- Perisoreus (Perisorius): Karol Lucjan Bonaparte w opisie taksonu rozważał, że sójka kanadyjska i sójka syberyjska są pokrewne orzechówkom z rodzaju Nucifraga oraz podobne do sikor z rodzaju Parus i dlatego nazwa rodzajowa być może odzwierciedla ich zwyczaj gromadzenia żołędzi oraz innego pokarmu (od gr.  περισωρευω perisōreuō „układać jeden na drugim”). Jednak Elliott Coues w 1882 roku zasugerował derywację łacińskiego peri- „niezmierny, nadzwyczajny” oraz sorix „ptak omen poświęcony Saturnowi, gdy przed nastaniem naszej ery składano mu ofiary z ludzi”[8].
- Dysornithia (Disornithia): gr. δυσορνις dusornis, δυσορνιθος dusornithos „odbyty pod złą wróżbą”, od δυσ- dus- „twardy, zły”; ορνις ornis, ορνιθος ornithos „wieszczy ptak”[9]. Typ nomenklatoryczny: Corvus canadensis Linnaeus, 1766.
- Boanerges: gr. βοανεργης boanergēs „krzykliwy mówca”, od βοαω boaō „krzyczeć”[10]. Typ nomenklatoryczny: Boanerges internigrans Thayer & Bangs, 1912.

### Podział systematyczny
Do rodzaju należą następujące gatunki:
- Perisoreus canadensis (Linnaeus, 1766) – sójka kanadyjska
- Perisoreus infaustus (Linnaeus, 1758) – sójka syberyjska
- Perisoreus internigrans (Thayer & Bangs, 1912) – sójka okopcona